# Alex Bolaños
Alex Leonardo Bolaños Reasco (San Lorenzo, 22 de janeiro de 1985) é um futebolista equatoriano que atua como meia.
Alex Bolaños é o irmão mais velho de Miller Bolaños atacante que joga pelo Tijuana
.

## Carreira
Ele começou sua carreira em Júnior Caribbean cidade de Lago Agrio . Em 2005, ele chega a Barcelona Sporting Club , um clube com o qual jogou até 2008.

### Seleção
Foi convocado pela primeira vez para a seleção do Equador  contra El Salvador e Honduras (agosto de 2007), nas primeiras rodadas da Eliminatórias da Copa do Mundo de 2010 Venezuela, Brasil (outubro de 2007), Paraguai, Peru (novembro de 2007).
Foi convocado várias vezes por Reinaldo Rueda durante as Eliminatórias da Copa do mundo do Brasil.